# Carangoides equula
Carangoides equula är en fiskart som först beskrevs av Temminck och Schlegel, 1844.  Carangoides equula ingår i släktet Carangoides och familjen taggmakrillfiskar. Inga underarter finns listade.